# Navasota
Pour la rivière, voir Navasota (rivière).
Navasota est une localité du comté de Grimes dans l'État du Texas aux États-Unis. Sa population était de 7 049 habitants lors du recensement de 2010. En 2005, l'assemblée législative du Texas la nomma The Blues Capital of Texas (capitale du blues du Texas) en l'honneur du musicien de blues Mance Lipscomb, natif de Navasota.

## À noter
L'explorateur français René-Robert Cavelier de La Salle (1643-1687) fut assassiné le 19 mars 1687 à proximité de Navasota.

## Source
- (en) Cet article est partiellement ou en totalité issu de l’article de Wikipédia en anglais intitulé « Navasota, Texas » (voir la liste des auteurs).